# Seguridad interior de Corea del Norte
El Ministerio de Seguridad Popular y el Departamento de Seguridad Estatal son responsables de la seguridad interna en Corea del Norte. Aunque ambos son órganos del gobierno, están estrechamente controlados por el aparato político del partido a través de la Comisión de Justicia y Seguridad y la penetración de sus estructuras por parte del aparato del Partido del Trabajo de Corea en todos los niveles. La estructura de seguridad pública formal se ve aumentada por un sistema generalizado de informantes en toda la sociedad. Control de los ciudadanos, tanto físico como electrónico, también es rutinario.

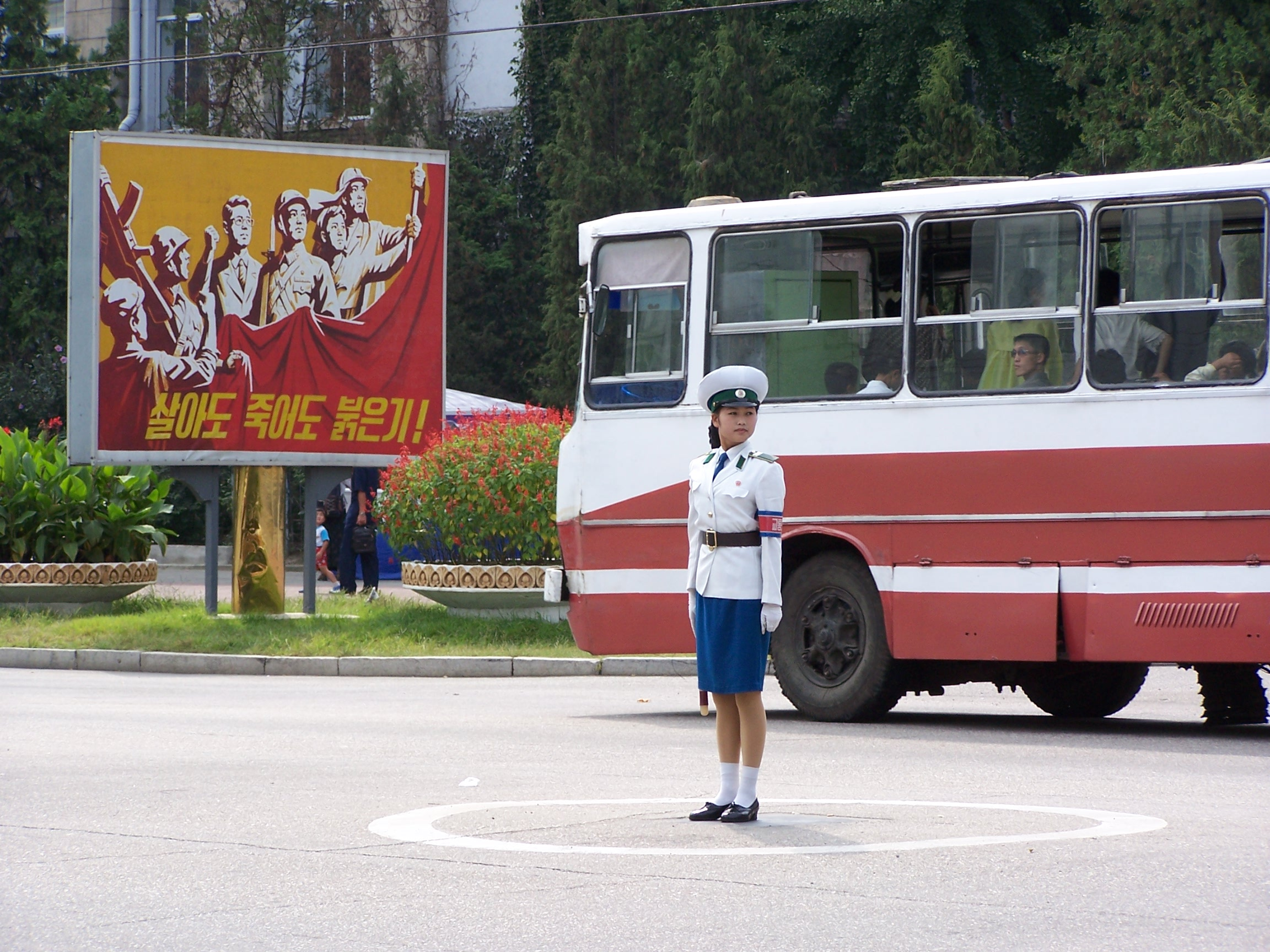
Una mujer policía dirigiendo el tráfico en Pionyang.

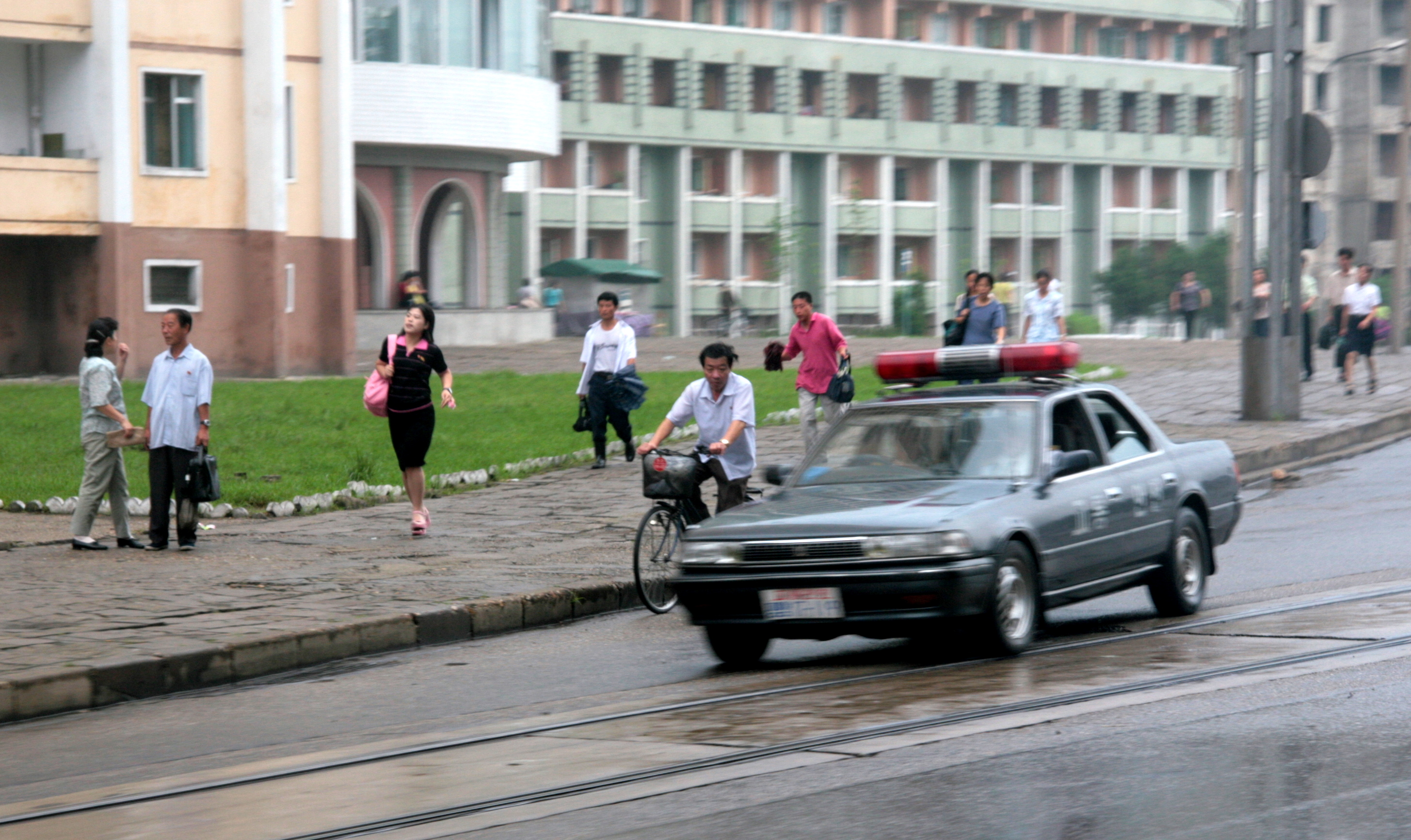
Un automóvil de policía norcoreano en 2007.

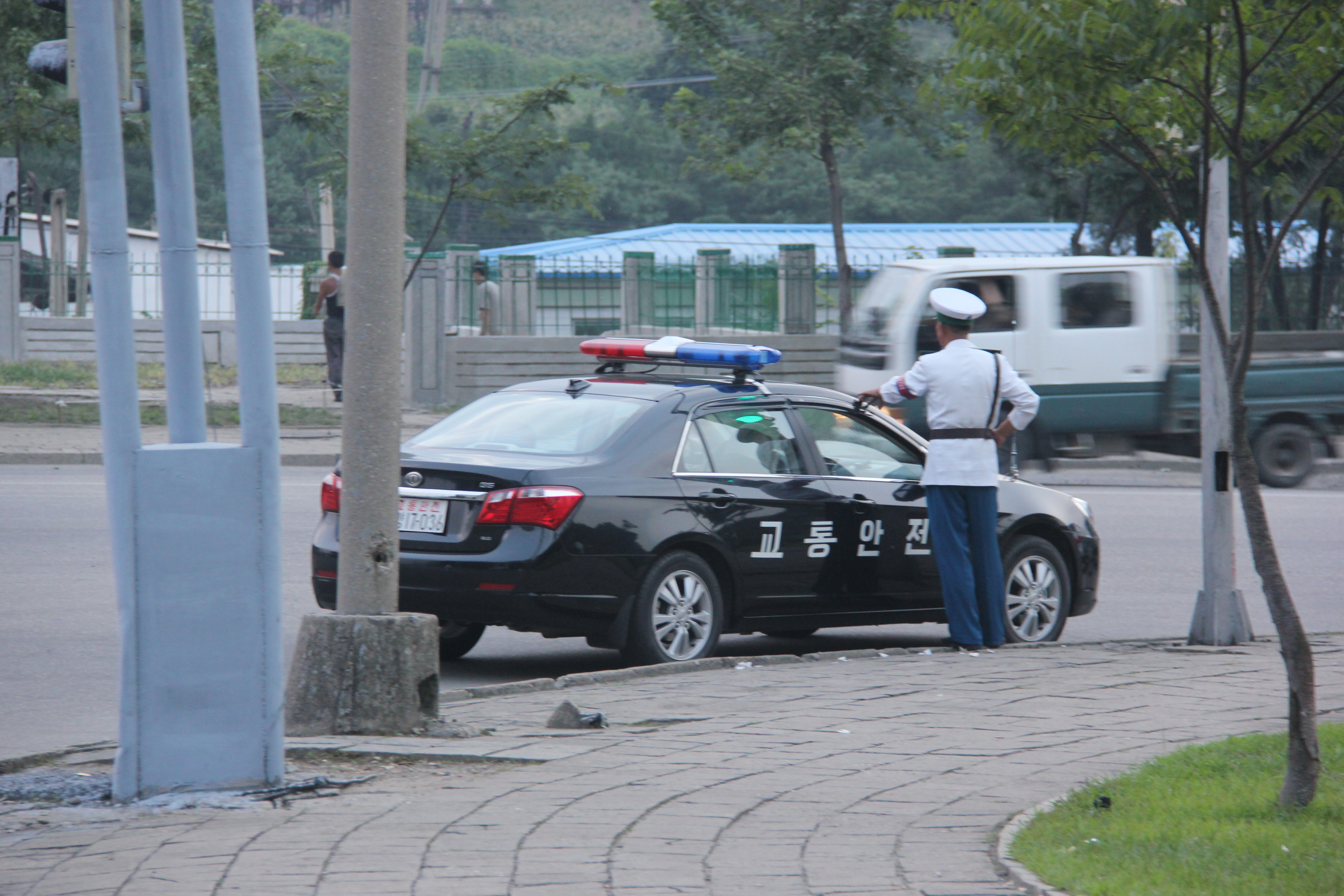
Un automóvil de la Policía de Tránsito norcoreana en 2012. Al costado dice "Seguridad Vial".

## Ministerio de Seguridad Popular
El Ministerio de Seguridad Popular, responsable de la seguridad interna, el control social y las funciones policiales básicas, es una de las organizaciones más poderosas de Corea del Norte y controla aproximadamente 144,000 miembros del personal del Fuerza de Seguridad Pública Popular (FSPP). Estos personal uniformados mantiene la ley y el orden público; investiga casos criminales comunes; gestiona el sistema penitenciario y el control del tráfico; monitorea las actitudes políticas de los ciudadanos; realiza investigaciones de antecedentes, censos y registros civiles; controla el viaje individual; maneja los documentos clasificados del gobierno; protege al gobierno y a los funcionarios del partido; y patrulla edificios gubernamentales y algunas actividades de construcción del gobierno y el partido.
El ministerio tiene viceministros de personal, asuntos políticos, asesoramiento legal, seguridad, vigilancia, asuntos internos, servicios de retaguardia e ingeniería. Hay aproximadamente veintisiete oficinas pero se conocen las responsabilidades funcionales de solo algunas de las oficinas. La Oficina de Seguridad es responsable de la aplicación de la ley ordinaria y de la mayoría de las funciones policiales. La Oficina de Investigación se ocupa de las investigaciones de delitos criminales y económicos. La Oficina de Protección es responsable de la protección contra incendios, el control del tráfico, la salud pública y las aduanas. La Oficina de Registro emite tarjetas de identificación ciudadana y mantiene registros públicos de nacimientos, defunciones, matrimonios, registro de residencia y pasaportes.
Debajo del nivel de ministerio, hay oficinas de seguridad pública para cada provincia y ciudad administrada directamente. Estas oficinas están encabezadas por un coronel mayor o un teniente coronel de policía, dependiendo del tamaño de la población. Los departamentos de seguridad pública en cada ciudad o condado y subestaciones más pequeñas en todo el país cuentan con aproximadamente 100 empleados. Están organizados aproximadamente paralelamente al ministerio mismo y tienen varias divisiones responsables de llevar a cabo varias funciones.
Los oficiales de policía civil uniformados de Corea del Norte son principalmente oficiales de tráfico desarmados.

## Departamento de Seguridad Estatal
En 1973, las responsabilidades de seguridad política se transfirieron del Ministerio de Seguridad Popular al Departamento de Seguridad Estatal, una agencia autónoma que depende directamente de Kim Il-sung. El Departamento de Seguridad Estatal lleva a cabo una amplia labor de contrainteligencia y funciones de seguridad interna normalmente asociadas con la "policía secreta" conocida por los norcoreanos como Bowibu. Está a cargo de la búsqueda de delincuentes antiestatales, una categoría general que incluye a los acusados de actividades antigubernamentales y disidentes, crímenes económicos y difamación del liderazgo político. Los campamentos para presos políticos están bajo su jurisdicción. Tiene responsabilidades de contrainteligencia en el país y en el extranjero, y lleva a cabo operaciones de recolección de inteligencia en el extranjero. Monitorea las actitudes políticas y mantiene la vigilancia de los retornados. El personal del Ministerio acompaña a los oficiales de alto rango. El ministerio también vigila las fronteras nacionales y supervisa los puntos de entrada internacionales. El grado de control que ejerce sobre las Oficinas de Seguridad Política del Ejército Popular de Corea —que cuenta con representantes en todos los niveles de mando y jurisdicción—.

## Guardia Fronteriza de Corea del Norte
Los guardias fronterizos son la fuerza paramilitar del Ministerio de Seguridad Popular. Se preocupan principalmente por el control de la frontera y la seguridad interna. Estas últimas actividades incluyen la protección física de edificios e instalaciones gubernamentales. Durante un conflicto, es probable que participen en acciones en la frontera y en las misiones de seguridad interior del país.